# Поцхверашвили, Константин Григольевич
Константин (Котэ) Григольевич Поцхверашвили (груз. კონსტანტინე (კოტე) ფოცხვერაშვილი; 31 августа [11 сентября] 1889 — 22 марта 1959) — грузинский композитор, дирижёр, музыковед. Автор слов и музыки гимна «Славься, небесный благословитель». Народный артист Грузинской ССР (1933).

## Биография
Знаменитый грузинский композитор Константин Григольевич Поцхверашвили родился в 1889 году в деревне Свири, в семье священника.
Музыкальное образование получил в Петербургской консерватории. Учился по классу композиции у Л. А. Саккетти, Н. С. Кленовского; по классу дирижирования у Э. Ф. Направника, Г. А. Казаченко, А. А. Архангельского.
Организатор и руководитель грузинского хора (1901—1914), ансамбля чонгуристок (1921), Государственного академического хора Грузии (1921-35).
В 1918-25 — заместитель директора Тифлисского театра оперы и балета. Участник фольклорных экспедиций.

## Награды и звания
- орден «Знак Почёта» (14.01.1937) — за выдающиеся заслуги в деле развития грузинского оперного искусства, грузинской музыки, песен и танцев
- Народный артист Грузинской ССР (1933)

## Сочинения
- Оперы — «Гибель идолов» (1910) «Армаз», «Манана»; участвовал в создании окончательной редакции либретто оперы «Дареджан Коварная» М. Баланчивадзе перевёл на грузинский язык либретто оперы «Измена» Ипполитова-Иванова.
- для симфонического оркестра — поэма Амирани, «Грузинская рапсодия», Танцевальная сюита. Походный марш;
- хоры: «Сюита»;
- обработка грузинских народных песен, в том числе «Песня победы», «Нана», «Город солнца»;
- музыка к спектаклям и кинофильмам: «Христина», «Сурамская крепость» (1923), «Пастырь», «Арсен Джорджаишвили»;